# Marjolijn Mandersloot
Marjolijn Mandersloot (* 9. April 1959 in Veldhoven) ist eine niederländische Bildhauerin.

## Leben und Werk
Marjolijn Mandersloot wurde in Veldhoven in der Provinz Noord-Brabant geboren. Sie besuchte zusammen mit Hans van Wezel die Grundschule und studierte gemeinsam mit ihm von 1982 bis 1988 an der Akademie für Industriedesign in Eindhoven. Daraus resultiert eine lange künstlerische Zusammenarbeit, in der sie gemeinsam Skulpturen unter einem Namen gestalten.
Das Œuvre von Marjolijn Mandersloot umfasst überwiegend aus abstrahierten Tierfiguren, die menschliche Züge aufweisen. Sie spielt mit der Wahrnehmung, indem sie Objekte aus einer überraschenden Auswahl an Materialien, unter anderem Bronze, Polyester, Kunststoff, Leder, Gummi, Textilien, Wollfilz oder Schaumstoff schafft. Das Werk von Marjolijn Mandersloot besteht aus freien Arbeiten und Auftragsarbeiten. In Zusammenarbeit mit dem Pariser Modehaus Hermès kreierte sie Lederobjekte an der Schnittstelle von Kunst, Design und Handwerk. Im  öffentlichen Raum schuf sie monumentale Skulpturengruppen von über Parks und Plätze verteilte Figuren, die ohne Sockel auf dem Boden stehen. Für die Siedlung Overloon fertigte sie die Skulpturenroute Karavaan mit Dromedar, Giraffe, Seehund, Pinguin, Bär, Nashorn und Lama.

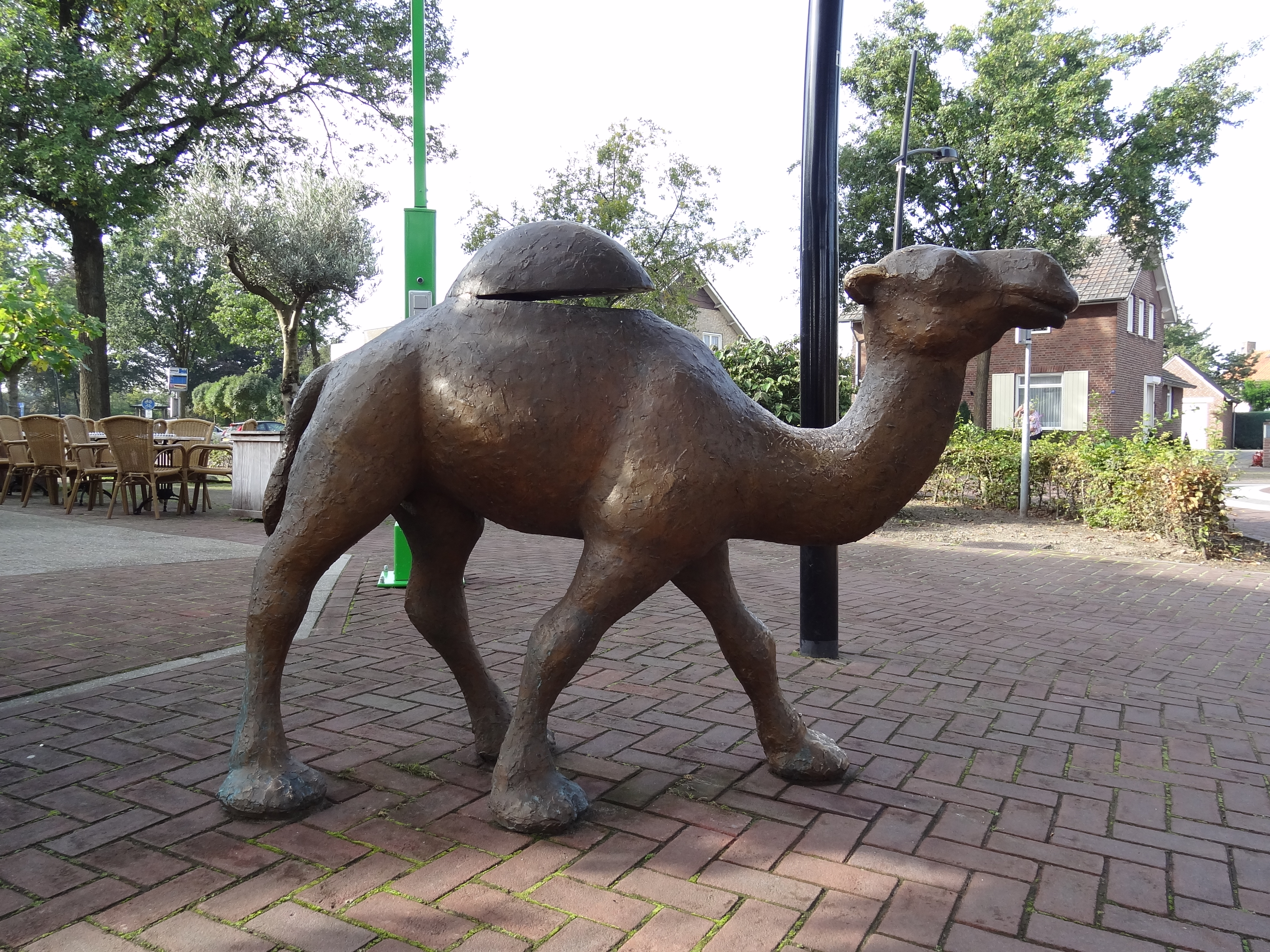
Dromedaris
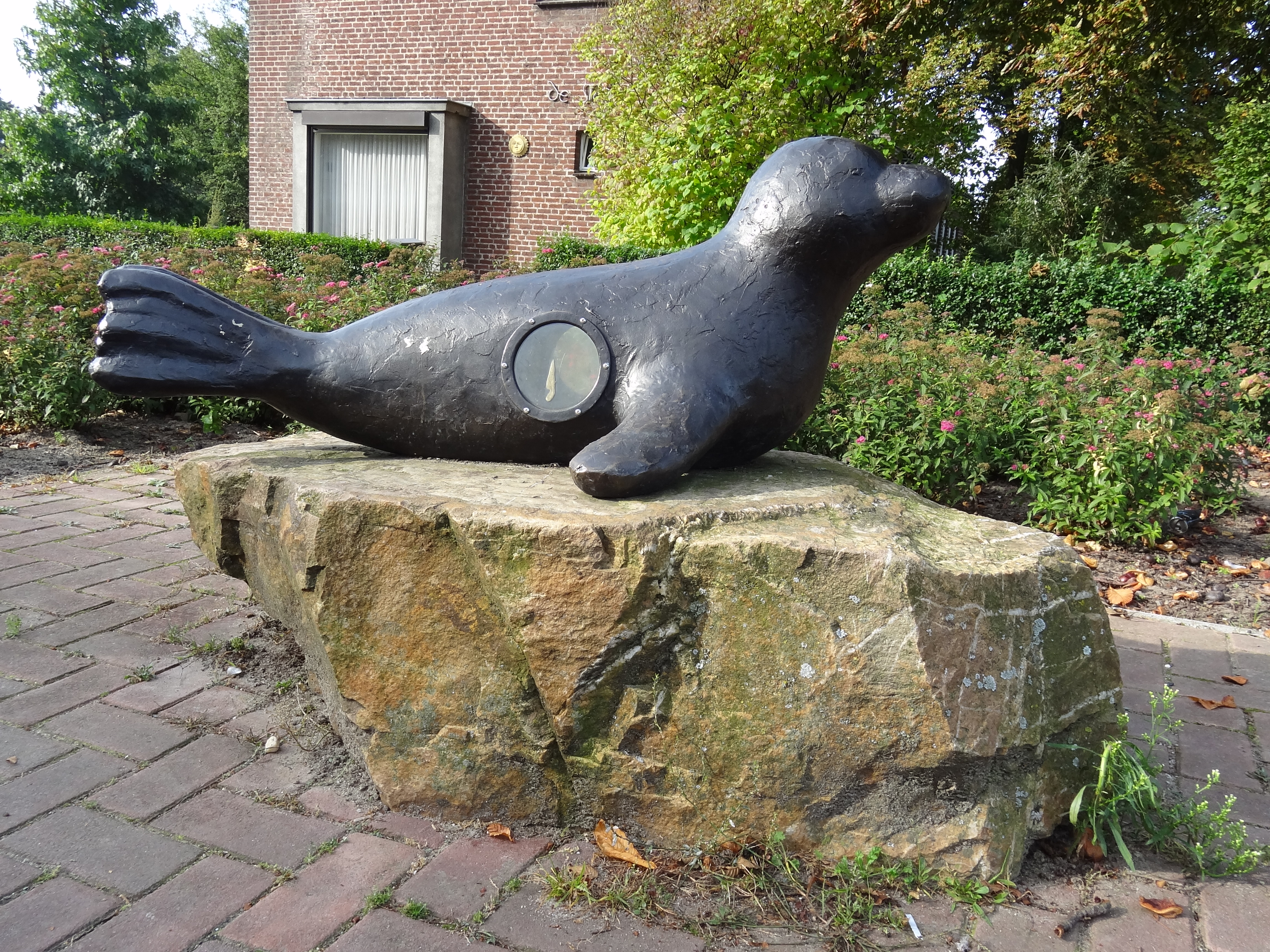
Zeehondje
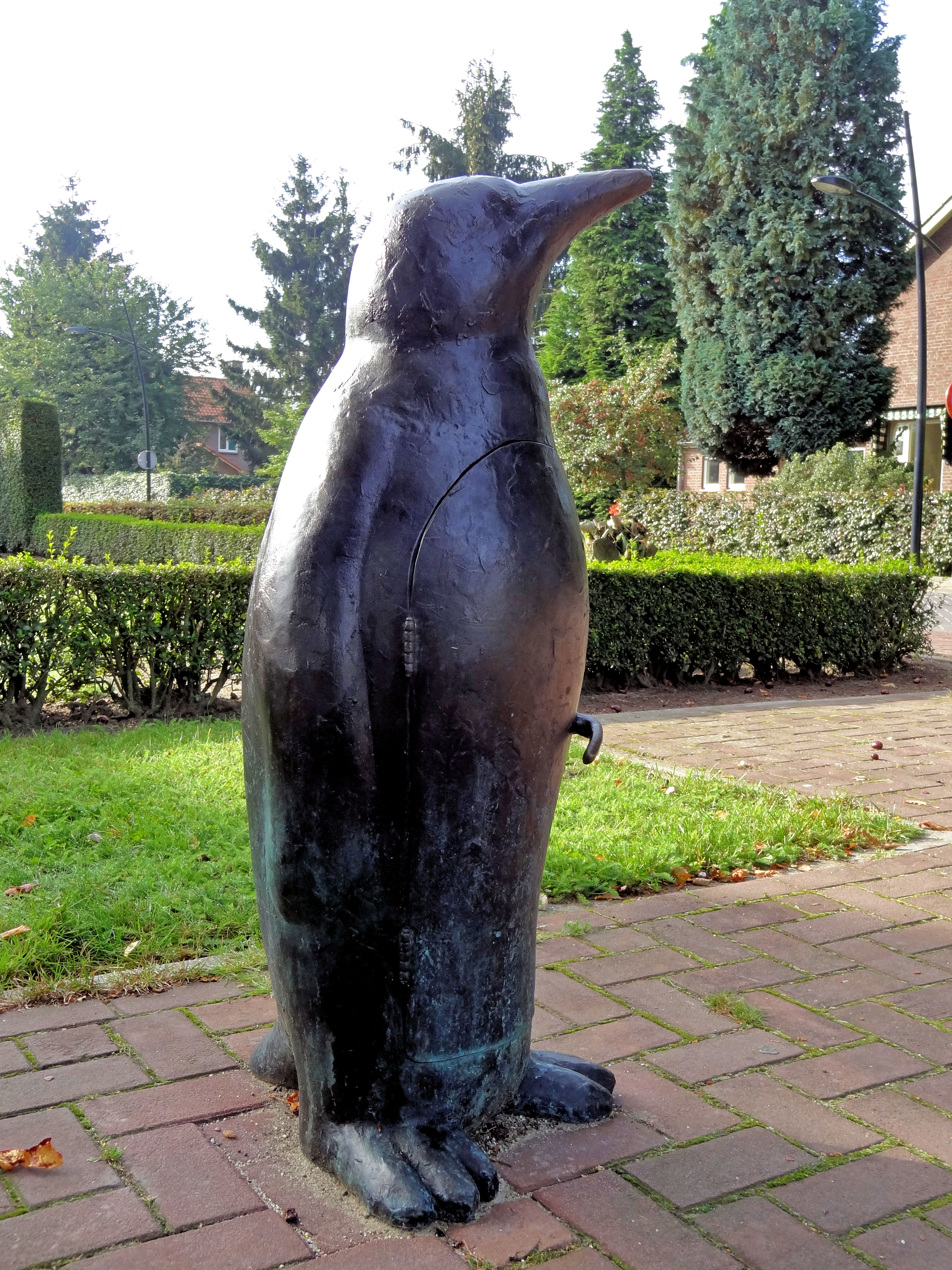
Koningspinguïn
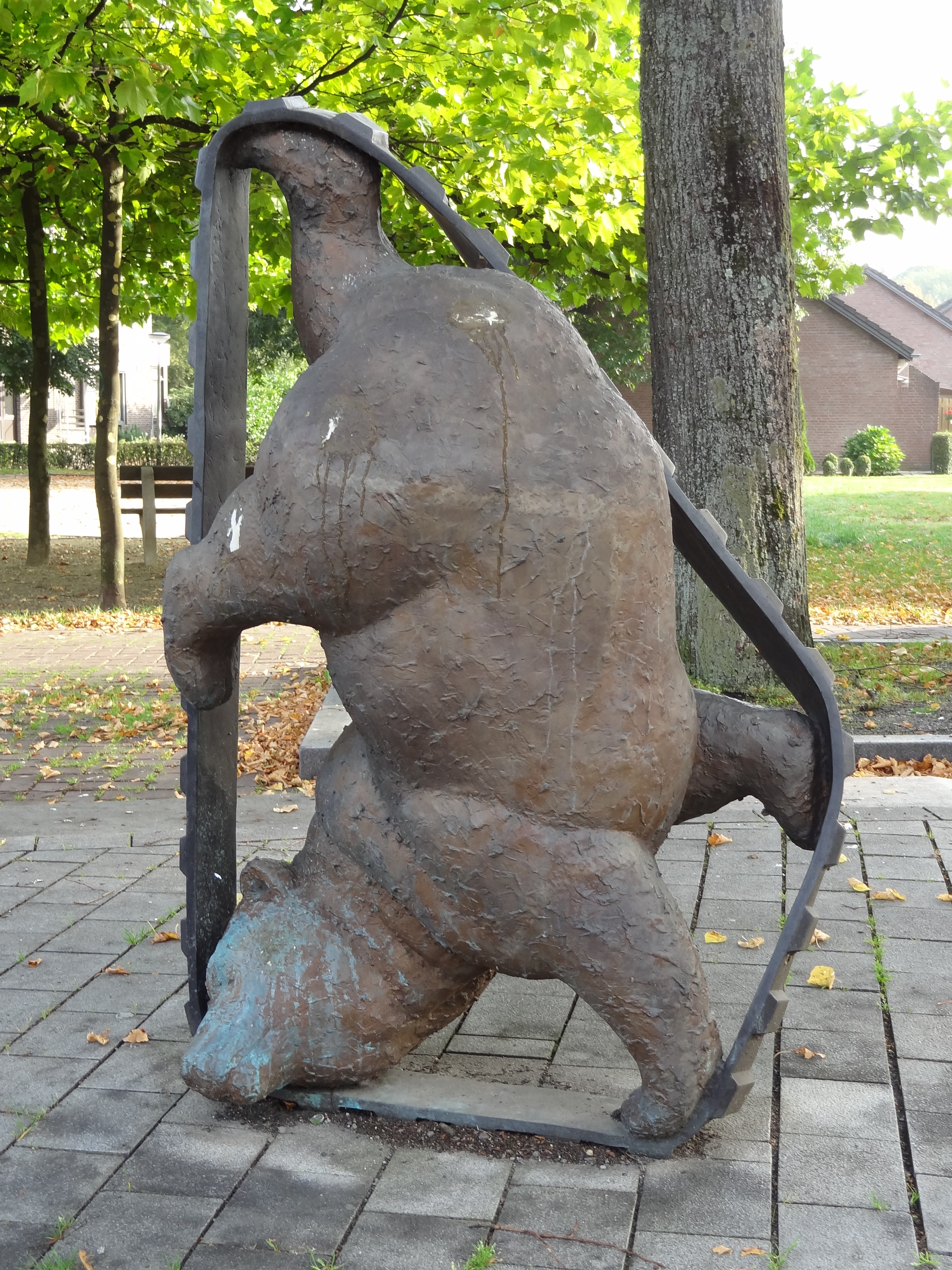
Beer
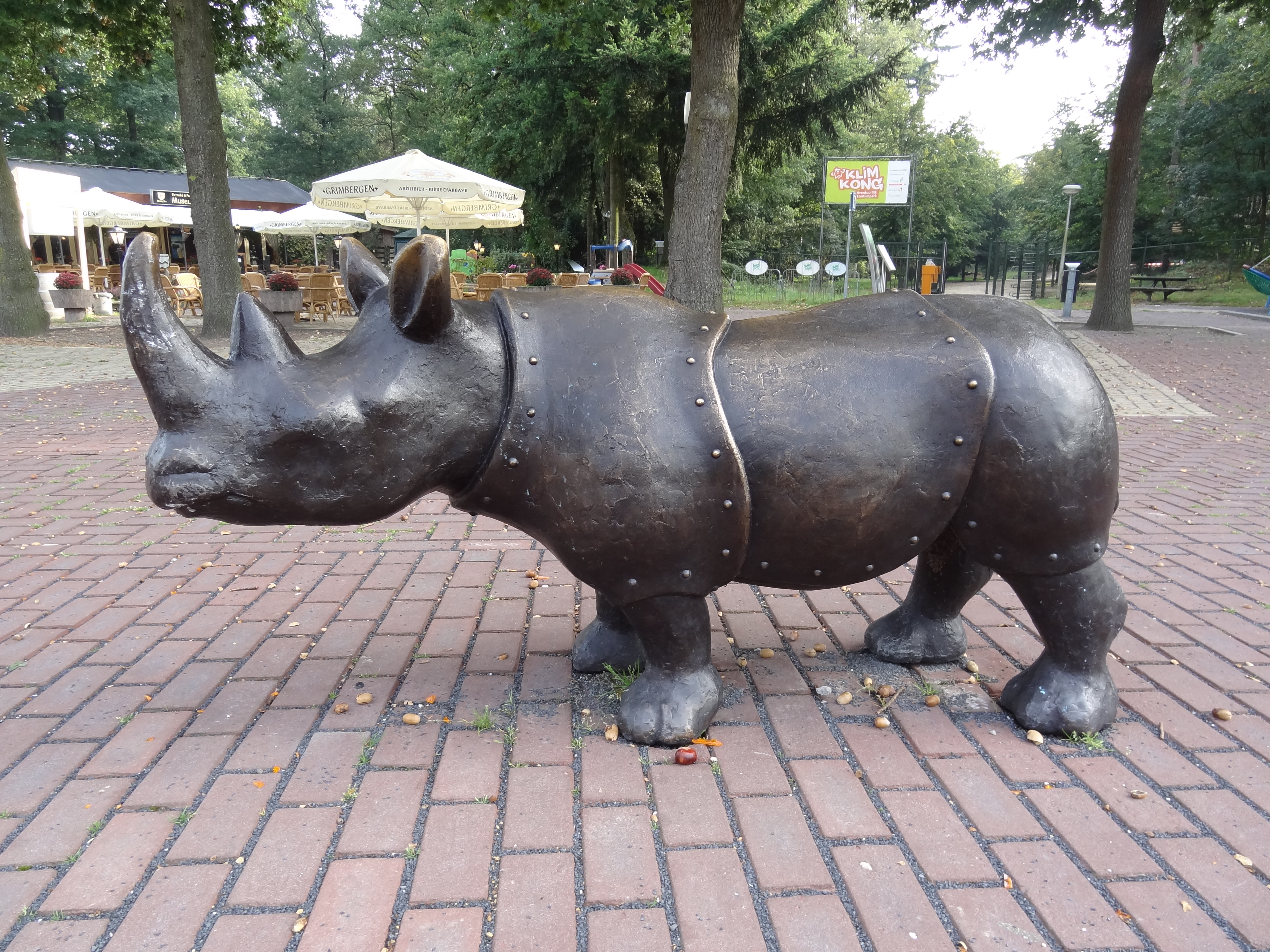
Neushoorn
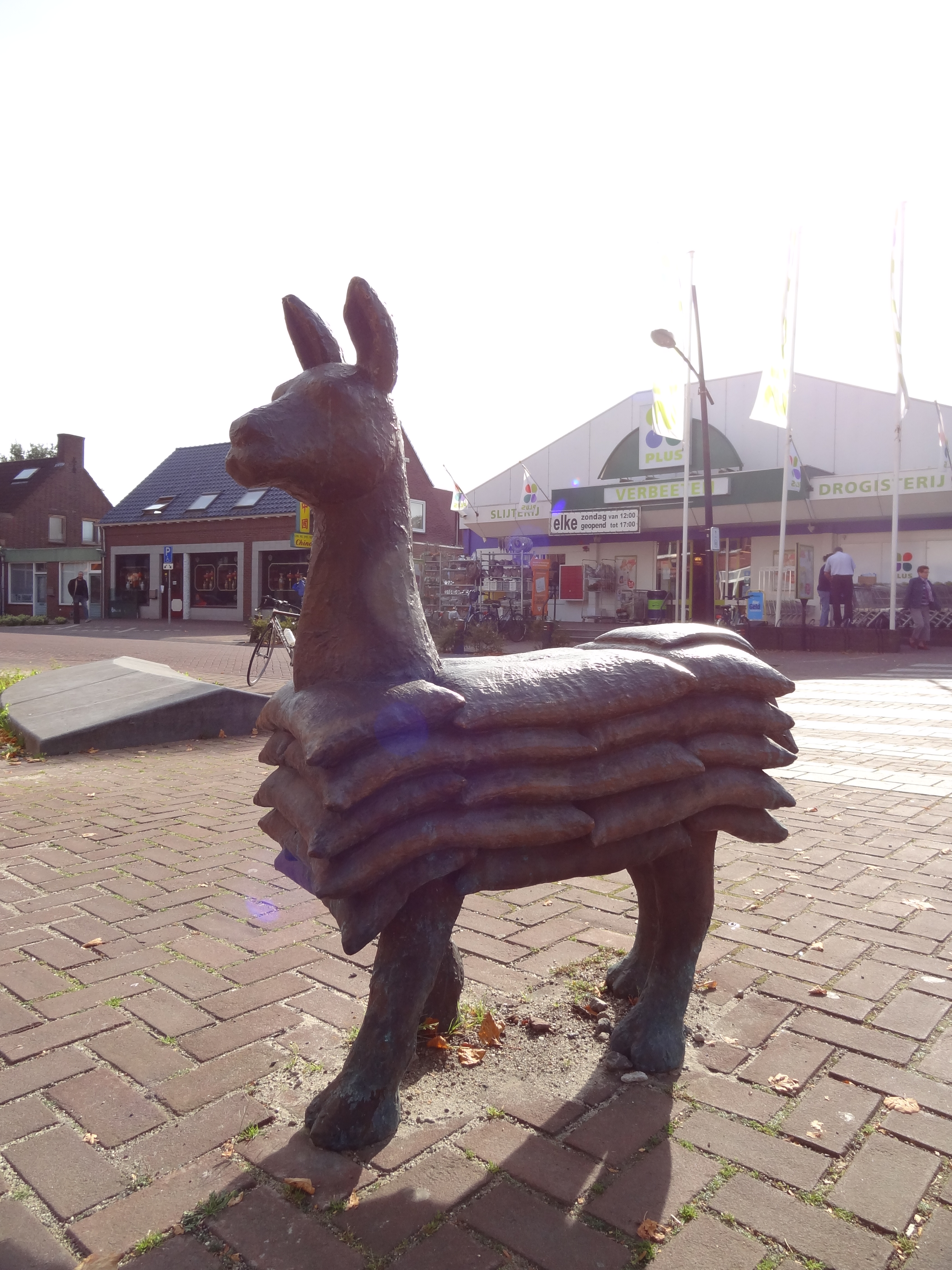
Lama

Im Jahr 2000 wurde Marjolijn Mandersloot Mitglied der Nieuwe Brabantse Kunst Stichting. Ihre Arbeiten sind in verschiedenen Sammlungen enthalten, wie der Vrije Universiteit Medisch Centrum (VUmc) in Amsterdam oder der Kunstsammlung Houthoff Buruma.

## Ausstellungen (Auswahl)
- 1996: Nieuwe aanwinsten. Stichting De Krabbedans, Eindhoven
- 1999: Artists Village, tentoonstelling n.a.v. workshop. Eindhoven
- 1999: XXL Prints. Koninklijke Academie van Beeldende Kunsten, Den Haag
- 2001: Beelden Buiten Binnen Borne. Beeldentuin Borne
- 2015: Landgoed Anningahof, Zwolle
- 2016: Domestic Safari. Einzelausstellung, Centrum Beeldende Kunst, Emmen[3]
- 2016: Gras. Museum IJsselstein
- 2021: We Are Animals. Kunsthal Rotterdam[5]
- 2023: ArtZuid, Amsterdam[2]

## Werke (Auswahl)

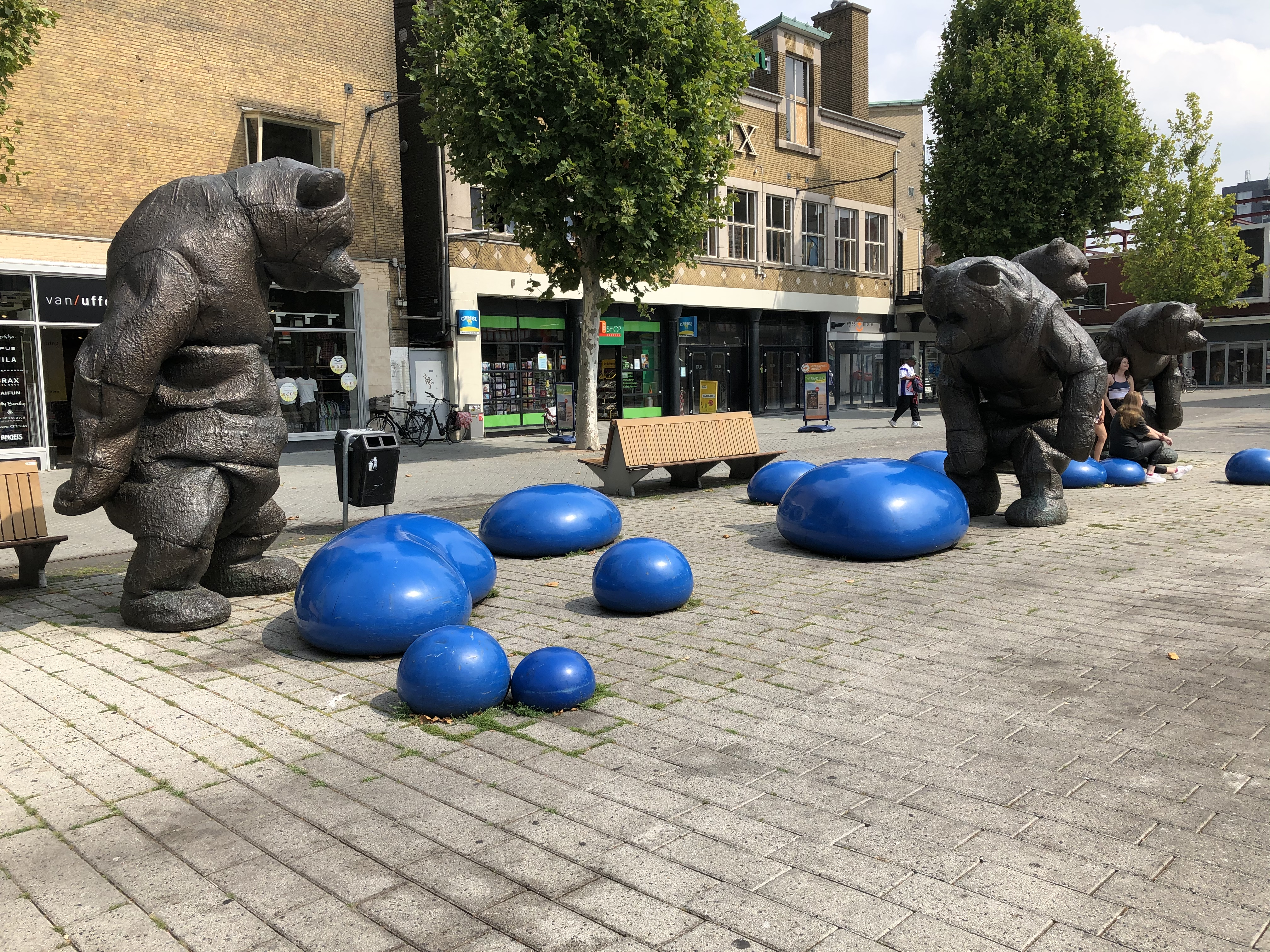
Badgasten

- 2001: De Vlam van Tivoli. Skulptur, Jaguarstraat, Eindhoven
- 2002: Twee hondjes. Zwei Figuren, Brücke Postjesweg, Rembrandtpark, Amsterdam
- 2002: Out of the Blue. Skulptur, Huizen
- 2003: Vreemde Vogels. Figurengruppe, Stappegoor, Tilburg
- 2003: Overstekend Wild. Skulptur, Alphen aan den Rijn
- 2004: Blauw Hondje. Skulptur, Kuiperplein, Ede
- 2005: Karavaan: Neushoorn met tankbepantsering. Museumpark, Overloon
- 2005: Karavaan: Drommedaris met tankkoepelbult. Museumlaan/Venraijseweg, Overloon
- 2005: Karavaan: Koningspinguïn met deurklink. Museumlaan/Raaijwe, Overloon
- 2005: Karavaan: Zeehondje met patrijspoort. Engelseweg/Theobaldusweg, Overloon
- 2005: Karavaan: Beer in beweging in een rupsband. Engelseweg, Overloon
- 2005: Karavaan: Lama. Oktoberplein 14/Vierlingsbeekseweg, Overloon
- 2005: Karavaan: Giraffe. Overloon
- 2006: Snöffelen. Figurengruppe, Schiedam
- 2006: Groep 9. Figurengruppe, Graslaan 97, Arnhem
- 2007: Star Trek. Skulpturengruppe, ’s-Hertogenbosch
- 2011: Voor de leeuwen. Figurengruppe, Wittevrouwenveld, Maastricht
- 2011: Meet & Greet. Zwei Figuren, Kerkenbos, Zoetermeer
- 2012: Badgasten. Figurengruppe, Hengelo
- 2017: Soulmate. Amsterdam[2]
- 2020: Swing. ING Art, ’s-Hertogenbosch
- 2023: Dream Team. Sechs Tierfiguren, Pauwoogvlinder 20, VINEX-locatie Leidsche Rijn, Utrecht[6]

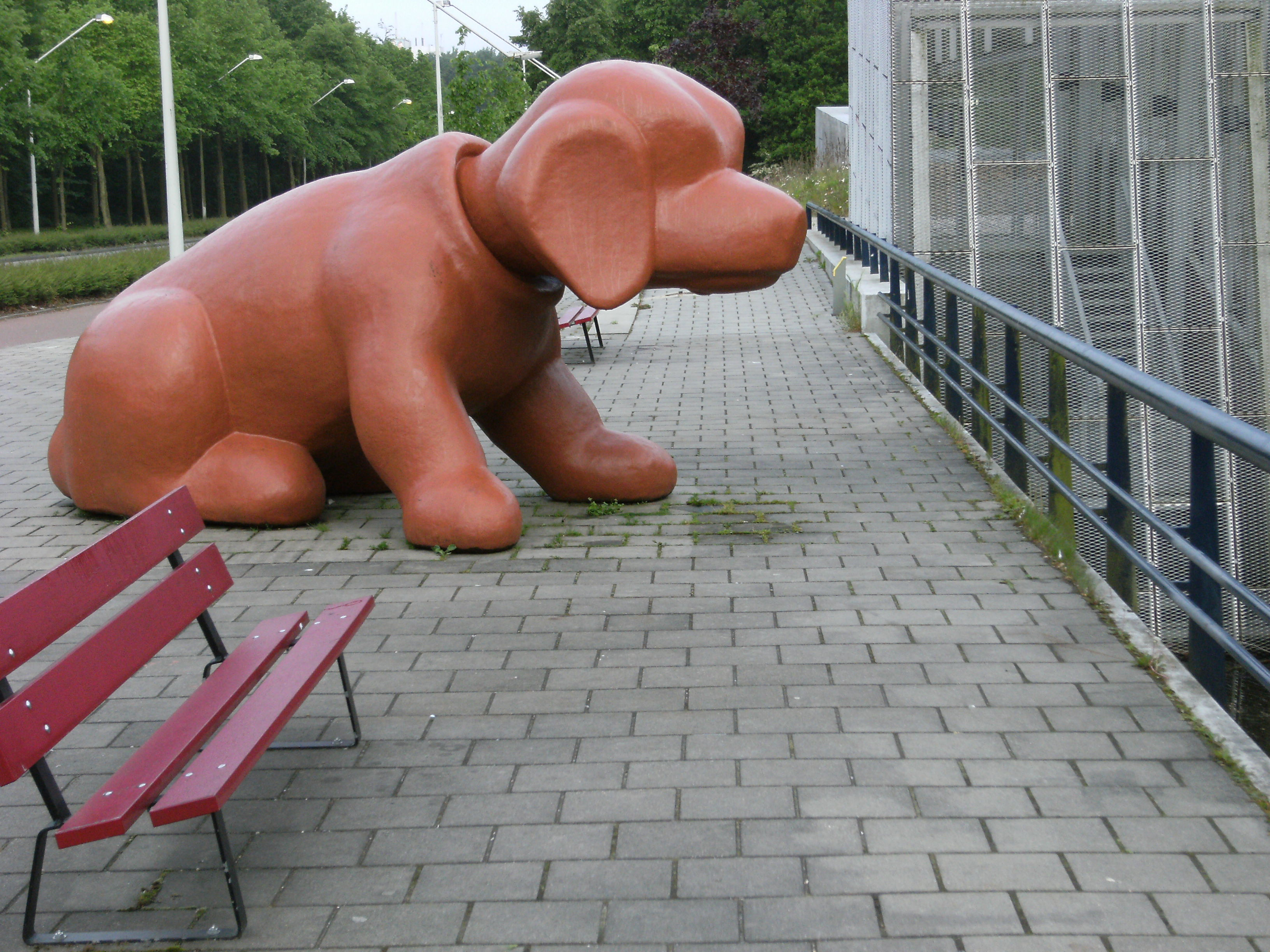
Twee hondjes
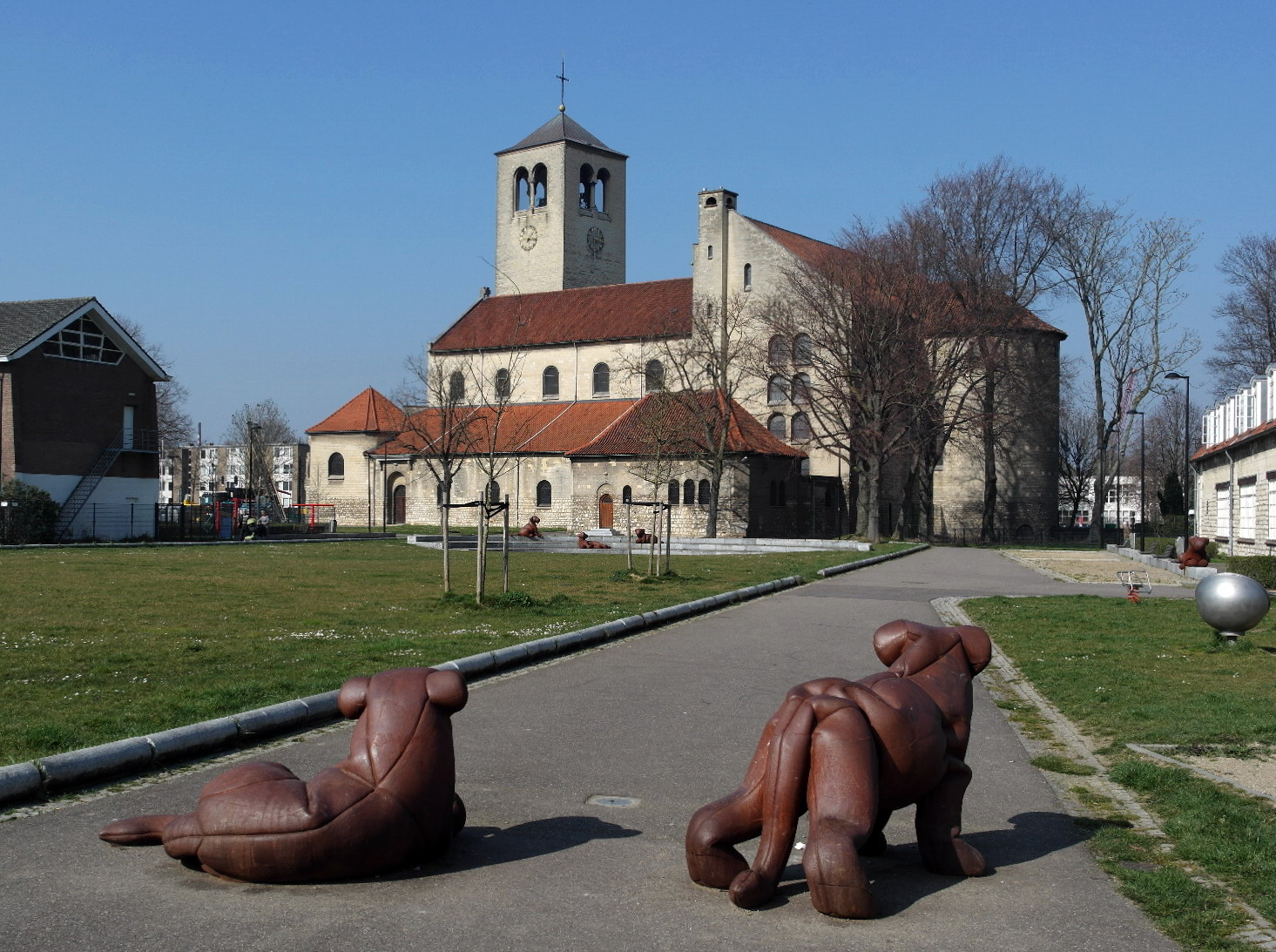
Voor de leeuwen
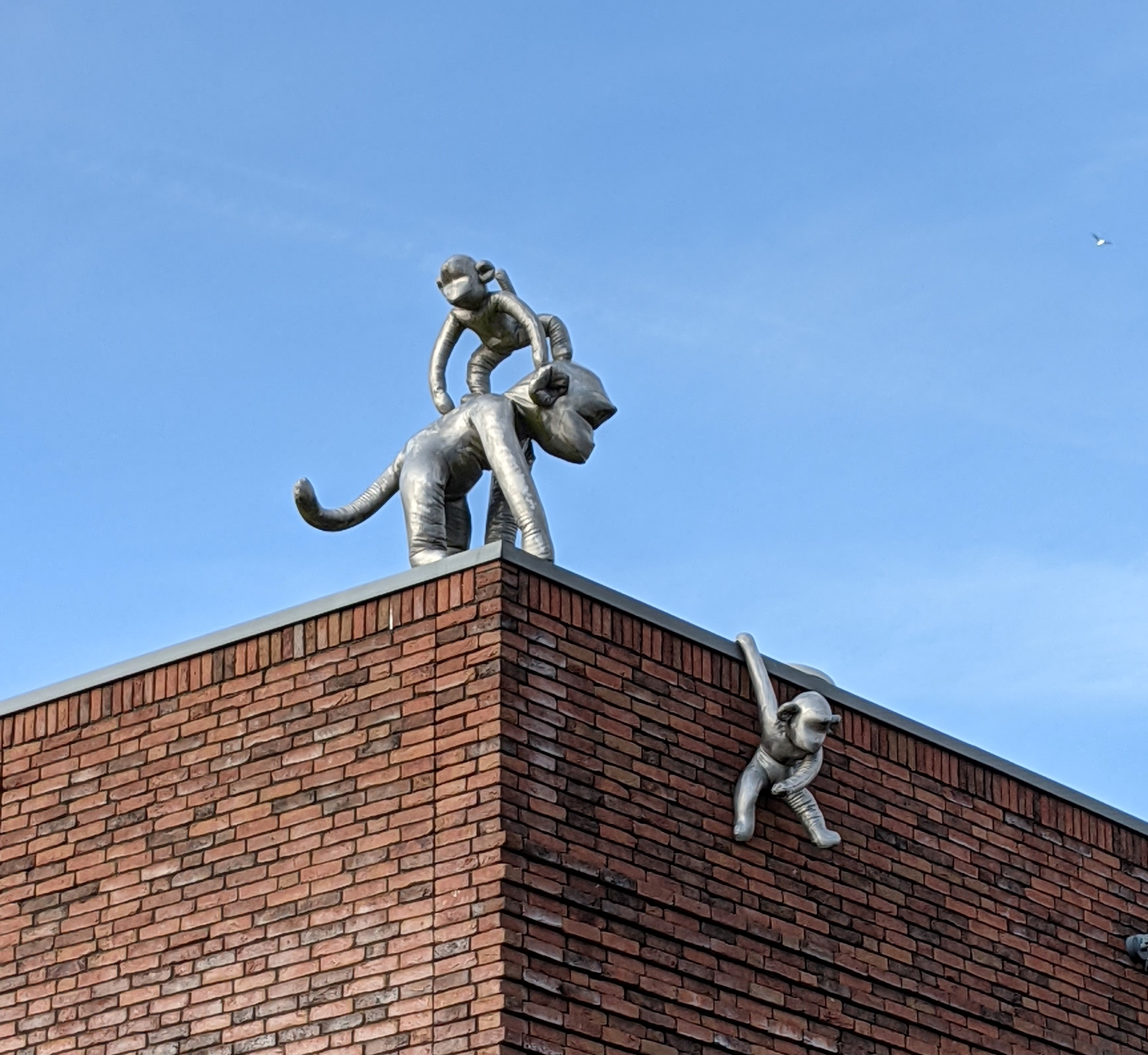
Groep 9
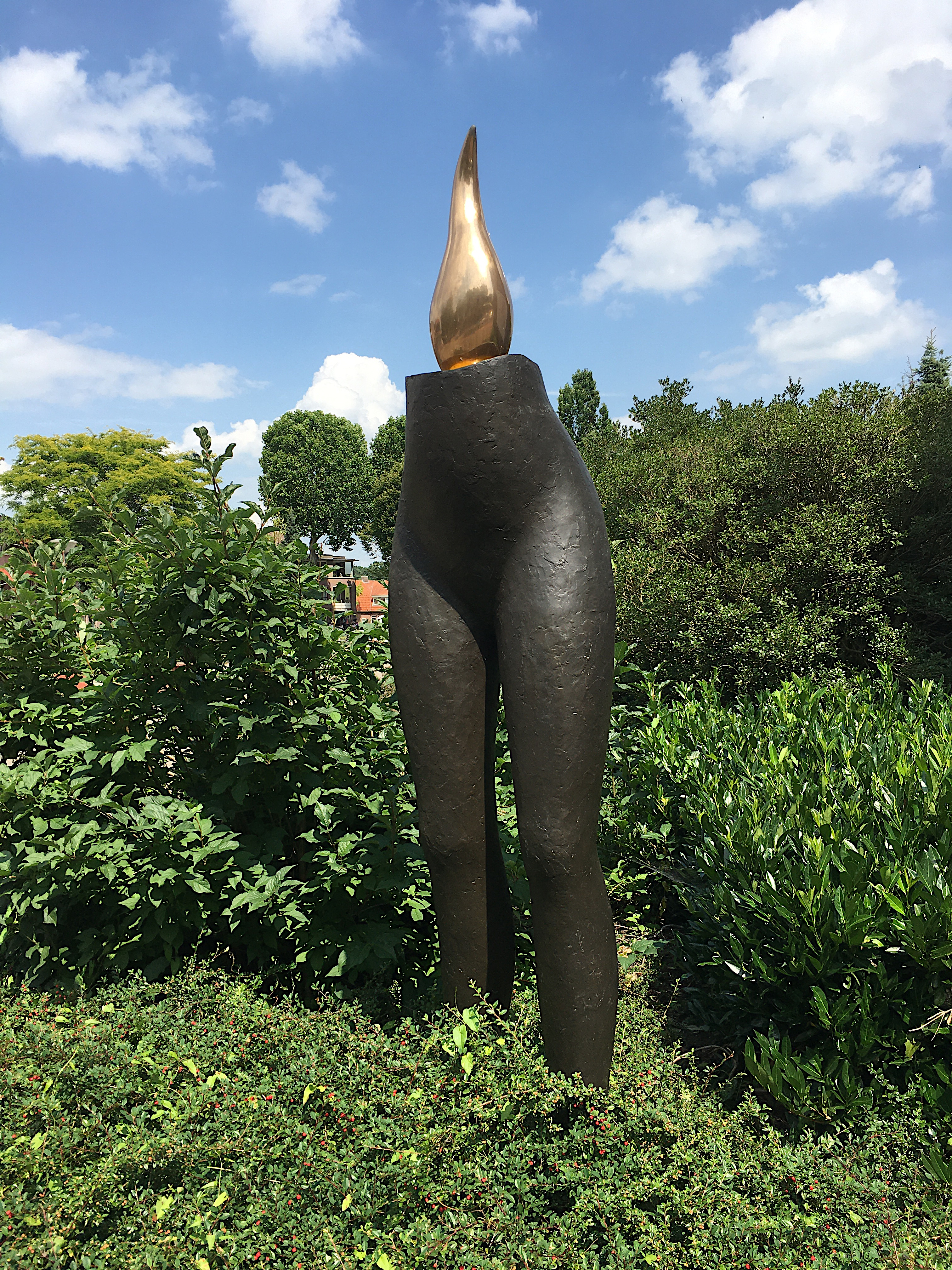
De Vlam van Tivoli
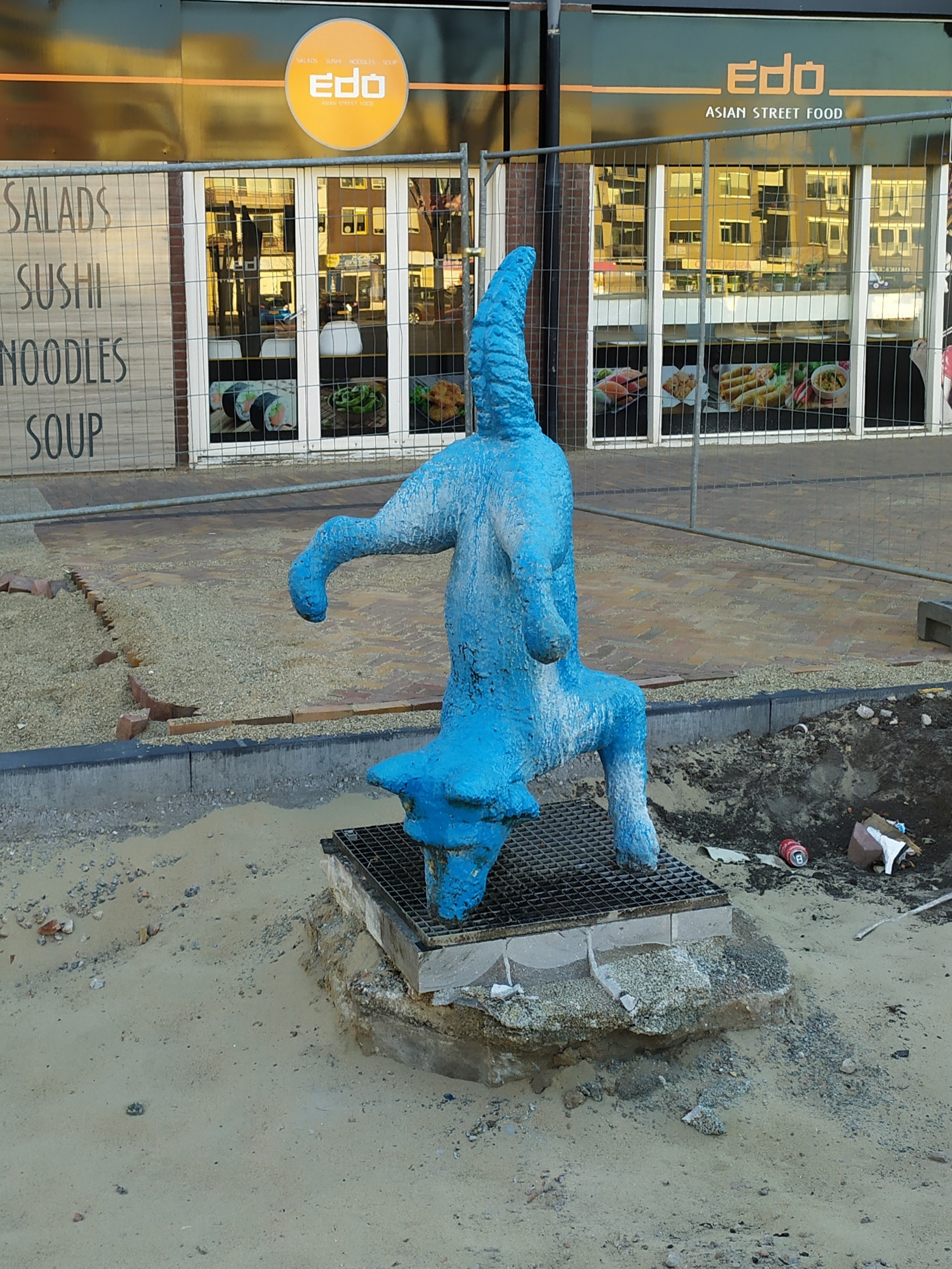
Blauw Hondje
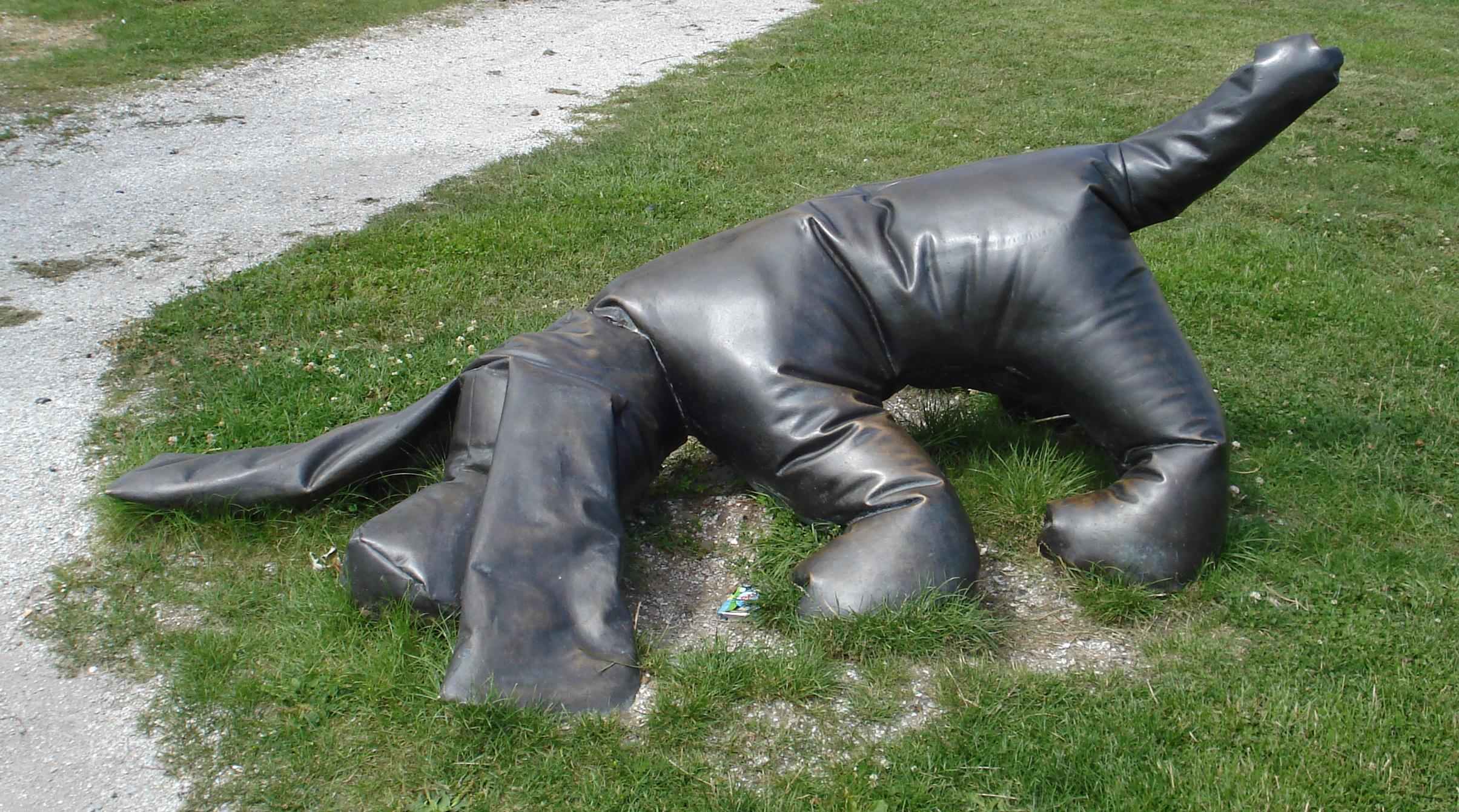
Snöffelen